# Walter Schulz (Philosoph)

Walter Schulz in einer studentischen Bleistiftzeichnung, 1969

Walter Schulz (* 18. November 1912 in Gnadenfeld/Oberschlesien; † 12. Juni 2000 in Tübingen) war ein deutscher Philosoph.

## Leben
Walter Erich Schulz war evangelisch und der Sohn des Pfarrers Wilhelm Schulz und dessen Ehefrau Emilie, geborene Müseler. Er besuchte von 1925 bis 1933 das Pädagogium der Brüdergemeine in Niesky Niederschlesien. Von 1933 bis 1938 studierte an der Universität Marburg, und kurzzeitig an der Universität Breslau, Philosophie bei Karl Löwith und Hans-Georg Gadamer und, wie Renate Breuninger und Werner Raupp in der Neuen deutschen Biographie schreiben, Schulz selber aber in dem Lebenslauf seiner Dissertation nicht angibt, evangelische Theologie bei Rudolf Bultmann. Später studierte er klassische Philologie an der Universität Leipzig bei Karl Reinhardt, der an dieser Universität von 1942 bis 1946 lehrte. 1939 folgte er seinem philosophischen Lehrer Hans-Georg Gadamer, der einen Ruf an die Universität Leipzig erhalten hatte. Noch in Leipzig wurde er zu dem Kriegsdienst eingezogen. Juni 1940 legte er in Marburg Lahn die wissenschaftliche Prüfung für das Lehramt an höheren Schulen ab. Einen Lazarettaufenthalt nach einer schweren Verwundung 1943 nutzte er zu der Fertigstellung seiner bereits März 1941 von der Universität Leipzig angenommenen Dissertation „Seele und Sein. Beiträge zur philosophischen Interpretation der Unsterblichkeitsbeweise im platonischen ‚Phaidon‘“. Ab 1943 war er mit Ruth-Eva, geborene Seitz, verheiratet, mit der er drei Kinder hatte. Im Jahr 1951 erfolgte an der Universität Heidelberg seine Habilitation mit der Abhandlung Die Vollendung des deutschen Idealismus in der Spätphilosophie Schellings; dort ging er dann auch einer Lehrtätigkeit nach. 1955 erhielt Schulz an der Universität Tübingen ein Ordinariat in Philosophie. An dieser Universität, an der er neben Ernst Bloch und Otto Friedrich Bollnow zu einer Institution wurde, wurde er 1978 emeritiert.

## Werk
In seiner 1955 erschienenen Habilitationsschrift Die Vollendung des Deutschen Idealismus in der Spätphilosophie Schellings entwickelte Schulz die These, dass im Gegensatz zur herkömmlichen Darstellung nicht in Hegels System der theoretische Höhepunkt der deutschen idealistischen Philosophie zu sehen sei, sondern in Schellings Spätphilosophie. Schulz entwickelt hier die Grundlinien seiner im weiteren Werk entfalteten philosophiegeschichtlichen Einbindung des Idealismus und der Philosophie des späteren 19. Jahrhunderts in den Gesamtzusammenhang der europäischen Metaphysik – ein Zusammenhang, der sich immer mehr als eine Abkehr von metaphysischen Gewissheiten zeigen wird.
In den folgenden Jahren arbeitete er mit Beiträgen über die Stellung des Philosophierens etwa bei Nikolaus Cusanus, Johann Gottlieb Fichte und Søren Kierkegaard diesen zentralen Gedanken weiter heraus: dass nämlich die Philosophie ihre Begründung aus dem Zusammenhang der klassischen europäischen Metaphysik verloren hat und doch im Blick auf die Gebrochenheit des menschlichen Weltbezuges weiter als kritische Instanz des Denkens vonnöten ist. In seinen Hauptwerken Philosophie in der veränderten Welt – das ein weites Echo fand – und Ich und Welt stellt er diese Problematik ins Zentrum des Versuchs, eine Orts- und Grenzbestimmung der sich im Denken vergewissernden Subjektivität zu geben.

## Schriften
- Seele und Sein. Beiträge zur philosophischen Interpretation der Unsterblichkeitsbeweise im Platonischen Phaidon. Dissertation. Leipzig 1944.
- Die Vollendung des Deutschen Idealismus in der Spätphilosophie Schellings. Habilitationsschrift. Heidelberg. Kohlhammer, Stuttgart 1955.
- Der Gott der neuzeitlichen Metaphysik. Neske, Pfullingen 1957.
- Das Problem der absoluten Reflexion. 1964.
- Wittgenstein. Die Negation der Philosophie. Neske, Pfullingen 1967.
- Philosophie in der veränderten Welt. Neske, Pfullingen 1972.
- Ich und Welt. Philosophie der Subjektivität. Neske, Pfullingen 1979.
- Vernunft und Freiheit. Sieben Aufsätze. Reclam, Stuttgart 1981.
- Metaphysik des Schwebens. Untersuchungen zur Geschichte der Ästhetik. Neske, Pfullingen 1985.
- Grundprobleme der Ethik. Neske, Pfullingen 1989.
- Subjektivität im nachmetaphysischen Zeitalter. Aufsätze. Neske, Pfullingen 1992.
- Der gebrochene Weltbezug. Aufsätze zur Geschichte der Philosophie und zur Analyse der Gegenwart. Neske, Stuttgart 1994.
- Prüfendes Denken. Essays zur Wiederbelebung der Philosophie. Klöpfer & Meyer, Tübingen 2002.